# 瓦滕多夫
瓦滕多夫是德国巴伐利亚州的一个市镇。总面积22.24平方公里，总人口687人，其中男性339人，女性348人（2011年12月31日），人口密度31人/平方公里。